# Live at the Rex 2005
Live at the Rex 2005 è un CD (pubblicato assieme con il DVD del concerto) live dei Man, pubblicato dalla Dark Peak Records nel 2005. Il disco fu registrato dal vivo al The Rex Theatre di Lorsch in Germania nel 2005.

## Tracce
CD
1. Conflict of Interest – 9:50 (Martin Ace, Micky Jones, Deke Leonard, Phil Ryan)
2. Love Isn't Love – 8:43 (Martin Ace, Micky Jones, Deke Leonard, Phil Ryan)
3. Manillo – 4:31 (Martin Ace)
4. I Always Thought the Walrus Was Protected – 4:19 (Martin Ace)
5. 7171 551 – 9:07 (Deke Leonard)
6. Spunk Rock – 18:20 (Micky Jones, Clive John)
7. Romain – 7:13 (Martin Ace, Deke Leonard, Micky Jones)
8. Asylum – 5:16 (Micky Jones)

Sequenza dei brani presenti nel DVD
1. Conflict of Interest
2. Love Isn't Love
3. Manillo
4. I Always Thought the Walrus Was Protected
5. C'mon
6. The Ride and the View
7. Stuck Behind the Popemobile
8. 7171 551
9. Daughter of the Fireplace
10. Spunk Rock
11. Romain
12. Asylum

## Musicisti
- Deke Leonard - chitarra, voce
- George Jones - chitarra, voce
- Gareth Thorrington - tastiera
- Martin Ace - basso, voce
- Bob Richards - batteria, voce